# KIAA1143
KIAA1143 (англ. KIAA1143) – білок, який кодується однойменним геном, розташованим у людей на 3-й хромосомі. Довжина поліпептидного ланцюга білка становить 154 амінокислот, а молекулярна маса — 17 465.
| 10         |  | 20         |  | 30         |  | 40         |  | 50         |
| ---------- |  | ---------- |  | ---------- |  | ---------- |  | ---------- |
| MSKRNQVSYV |  | RPAEPAFLAR |  | FKERVGYREG |  | PTVETKRIQP |  | QPPDEDGDHS |
| DKEDEQPQVV |  | VLKKGDLSVE |  | EVMKIKAEIK |  | AAKADEEPTP |  | ADGRIIYRKP |
| VKHPSDEKYS |  | GLTASSKKKK |  | PNEDEVNQDS |  | VKKNSQKQIK |  | NSSLLSFDNE |
| DENE       |  |            |  |            |  |            |  |            |

A: Аланін

D: Аспарагінова кислота

E: Глутамінова кислота

F: Фенілаланін

G: Гліцин

H: Гістидин

I: Ізолейцин

K: Лізин

L: Лейцин

M: Метіонін

N: Аспарагін

P: Пролін

Q: Глутамін

R: Аргінін

S: Серин

T: Треонін

V: Валін

Кодований геном білок за функцією належить до фосфопротеїнів. 
Задіяний у такому біологічному процесі, як ацетилювання. 